# Wang Keqin
Wang Keqin, né le 14 novembre 1964,  est un journaliste chinois d'investigations. Il est aussi professeur de journalisme à l'université de Pékin. 

## Biographie
Wang Keqin est né dans une famille modeste dans la province du Gansu. Après avoir été fermier, il a travaillé plusieurs années au sein des services de « la propagande du parti ». Constatant divers problèmes, il décide d'enquêter par lui-même. Il affirme qu'au début « il le faisait par compassion et pour aider le Parti à identifier les problèmes ».
Il a réalisé ainsi plusieurs enquêtes concernant des cas de corruption.  
En 2002, Wang Keqin enquête sur la corruption dans l'organisation des taxis pékinois.
En 2010, il publie un reportage sur la fourniture de « vaccins frelatés inoculés à des enfants » dans le Shanxi. Cette affaire concerne une centaine d'enfants, auxquels auraient été inoculés des vaccins qui n'avaient pas été normalement conservés  au froid.  Selon Wang Keqin, les enfants concernés seraient soit morts, soit handicapés, soit malades.
En 2011, son service d'investigation est supprimé au sein du journal China Economic Times. Pour Harold Thibault, journaliste au Monde, la surprise n'est pas la fermeture de ce service, mais que Wang Keqin ait pu travailler pendant si longtemps dans ce domaine ; « la plupart des journaux s'en tiennent à des thèmes qui ne fâchent pas au sommet. ».
Depuis 2011, les autorités chinoises lui interdisent de quitter le pays et il est souvent « placé sur écoute  » par contre il n'a jamais été emprisonné.
En février 2014, le secrétaire d'État américain John Kerry  rencontre Wang Keqin avec trois autres blogueurs chinois, Ma Xiaolin, Wang Chong et Zhang Jialong,  pour échanger notamment sur les relations sino-américaine, la liberté sur internet... Il a été évoqué aussi auprès de John Kerry la question des dissidents chinois dont Liu Xiaobo, prix Nobel de la paix condamné à 11 ans de prison,.